# Ton Buunk
Anton („Ton”) Gerrit Jan Buunk (ur. 18 września 1952 w Amsterdamie) – były holenderski sportowiec, piłkarz wodny. Zdobywca brązowego medalu na Letnich Igrzyskach Olimpijskich w Montrealu.
Brał udział w czterech igrzyskach olimpijskich, zajmując następujące miejsca w turnieju piłki wodnej: Monachium 1972 – 7. miejsce, Montreal 1976 – 3. miejsce, Moskwa 1980 – 3. miejsce i Los Angeles 1984 – 6. miejsce. 